# Dieter Kropp

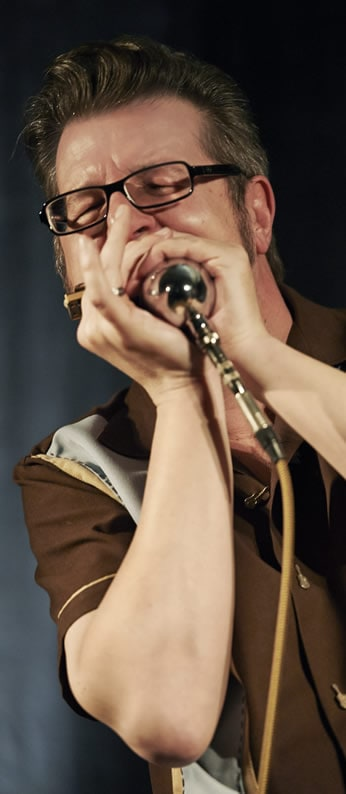
Dieter Kropp

Dieter Kropp (* 1961 in Barntrup, Lippe) ist ein deutscher Mundharmonikaspieler, Sänger, Komponist und Autor. Seine Musik ist den Genres Blues, Rock ’n’ Roll und Rhythm and Blues zuzuordnen.

## Musik und Stil
Anfang der 1980er Jahre begann Dieter Kropp das Spielen auf der Blues Harp und ist seit 1986 professioneller Musiker. Die Zusammenarbeit mit dem Pianisten Axel von Hagen gilt als stilbildend für seine Musik. Blues Harp Spieler wie Walter Horton, Charlie Musselwhite und Sonny Boy Williamson inspirierten ihn.

## Lehrtätigkeit und Lehrmedien
Seit 1989 gibt Dieter Kropp in Blues Harp-Workshops sein Wissen weiter. 1990 erschien im Hohner Verlag das Lehrwerk "Blues Harping", mit Dieter Kropp und Steve Baker als Autoren. Im Voggenreiter Verlag erschienen 2006 sein Buch "Dieter Kropp's Blues Harp Songbook" und 2009 das Buch "Blues Harp Schule". Weitere Lehrbücher im Voggenreiter Verlag folgten.

## Radio
Von 1991 bis 2004 moderierte er für Radio Bremen eine monatliche Blues Radio Show.

## Nominierungen und Auszeichnungen
- 1995 wurde Dieter Kropp mit dem Kulturpreis des Landesverbandes Lippe ausgezeichnet.[10]
- Das 2005 erschienene Album Herzensbrecher wurde im Bluesnews-Magazin als „Bestes nationales Blues Album des Jahres“ ausgezeichnet
- Das 2011 erschienene Album "Schönen Gruß vom Blues" wurde für einen ersten Preis bei den German Blues Awards nominiert.
- Nominierung für einen German Blues Award 2014 in der Kategorie Mundharmonika für das Album "Eine schöne Bescherung"[11]

## Werk

### Diskografie
- one blues one – Dieter Kropp, Axel von Hagen (1990, LP, HK Records)
- Innocence is gone – MEINERT & KROPP – Mickey Meinert, Dieter Kropp (1994, Wonderland Records)
- ... doin' the blues – THE FABULOUS BARBECUE BOYS featuring Dieter Kropp (1996, Spareribs Records)
- Juke Joint Johnny b/w Wee Willie Brown – Dieter Kropp & The Fabulous Barbecue Boys (1997, Single Vinyl, Spareribs Records)
- Easy Rockin – Dieter Kropp & The Fabulous Barbecue Boys (1998, Spareribs Records)
- Red Hot Cookin – Dieter Kropp & The Red Hot Blues Band, special guest R.J. Mischo (1999, Spareribs Records)
- seven nights – Dieter Kropp & The Fabulous Barbecue Boys (2003, Spareribs Records)
- Herzensbrecher – Dieter Kropp & The Fabulous Barbecue Boys (2005, Spareribs Records, Produzent: Felix Janosa)
- Schönen Gruß vom Blues – Dieter Kropp (2010, Fuego, Produzent: Felix Janosa)
- Eine schöne Bescherung – Dieter Kropp (2013 Spareribs Records)

### Lehrwerke
- Blues Harpening – Dieter Kropp, Steve Baker (1998, Hohner Verlag, ISBN 3-920468-80-5)
- Dieter Kropps Blues Harp Songbook (2006, Verlag Voggenreiter, ISBN 978-3-8024-0550-1)
- Dieter Kropps Blues Harp Schule (2009, Verlag Voggenreiter, ISBN 978-3-8024-0659-1)
- On the Road – Dieter Kropp (2011, Verlag Voggenreiter, ISBN 978-3-8024-0582-2)
- Dieter Kropps Weihnachtsliederbuch (2011, Verlag Voggenreiter, ISBN 978-3-8024-0927-1)
- Dieter Kropps Blues Harp Schule – Band 2 (2015, Verlag Voggenreiter, ISBN 978-3-8024-1029-1)
- Der Blues Harp Ratgeber – Dieter Kropp (2017, Verlag Voggenreiter, ISBN 978-3-8024-1076-5)